# Storstockholms brandförsvar
Storstockholms brandförsvar är ett kommunalförbund bildat 2009, med elva kommuner som medlemmar. Kommunerna är Danderyd, Lidingö, Nacka, Solna, Stockholm, Sundbyberg, Täby, Vallentuna, Vaxholm, Värmdö och Österåker. 1 januari 2009 bildades Storstockholms brandförsvar genom att Stockholms brandförsvar och Södra Roslagens räddningstjänstförbund slogs ihop. 1 juli 2025 gick Nacka kommun med i förbundet och bildade därmed organisationens sextonde heltidsbrandstation.

## Uppgift och organisation
Storstockholms brandförsvars uppgift är att skapa trygghet för de som bor, verkar och vistas i medlemskommunerna. Verksamheten ska bidra till en ökad riskmedvetenhet, minskad sårbarhet, färre olyckor och mindre skador i samhället. Förbundsdirektör är sedan 2020 Peter Arnevall. Den politiska ledningen utgörs av en direktion som efter valet 2022 har Clara Lindblom (V) som ordförande.

## Historik

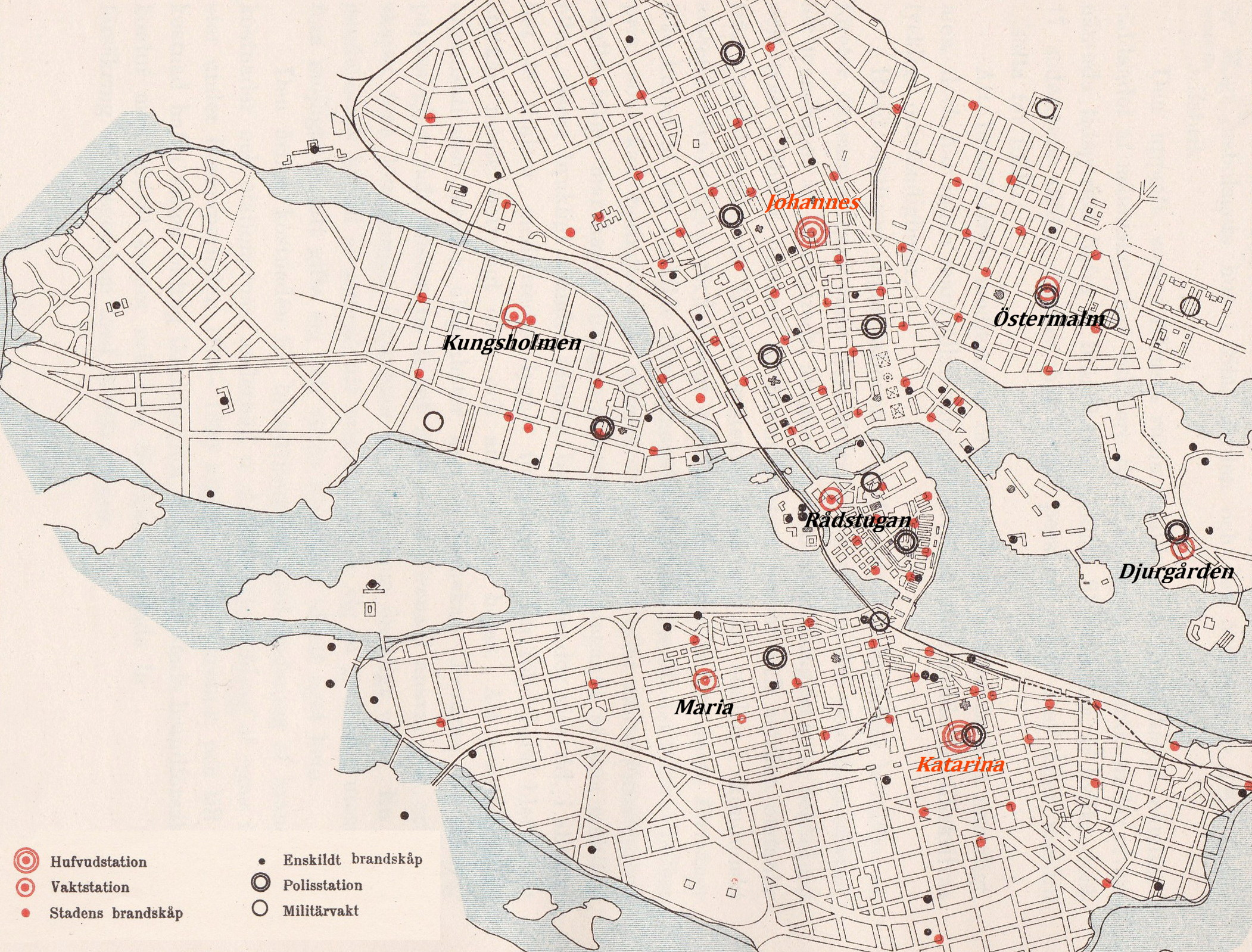
Brandstationer i Stockholm 1897.

År 1731 inrättades en fast brandvaktskår i Stockholm. Brandvaktskåren finansierades av stadskassan och patrullerade också nattetid, men den “vård” eller nattlig vakthållning som varje medborgare var skyldig att hålla, fanns till långt in på 1800-talet.
År 1875 utkom en ny brandordning för Stockholms stad, som för första gången fick en yrkesbrandkår, föregångaren till dagens Storstockholms brandförsvar. Där bestämdes följande: "För elds dämpande under vanliga förhållanden och räddningsarbetes verkställande skall finnas en särskild, på militärisk fot ordnad, under befäl ställd och för ändamålet övad kår av minst hundra man förutom befäl och underbefäl". 
Stockholm skulle ha sju brandstationer, varav två huvudstationer, en på Norrmalm (Johannes brandstation, invigd 1878) och en på Södermalm (Katarina brandstation, invigd 1876) samt fem understationer eller vaktstationer, som låg på Södermalm (Maria brand- och polisstation), på Östermalm (Östermalms brandstation), på Kungsholmen (Kungsholmens brandstation), på Djurgården (Djurgårdens brandstation) och i Gamla stan (Rådstugans brandstation). Idag är Katarina brandstation världens äldsta fortfarande operativa station. Ända sedan 1878 har Johannes brandstation varit Stockholms huvudbrandstation och är numera även huvudbrandstation i Storstockholms brandförsvar.

### Historiska bilder

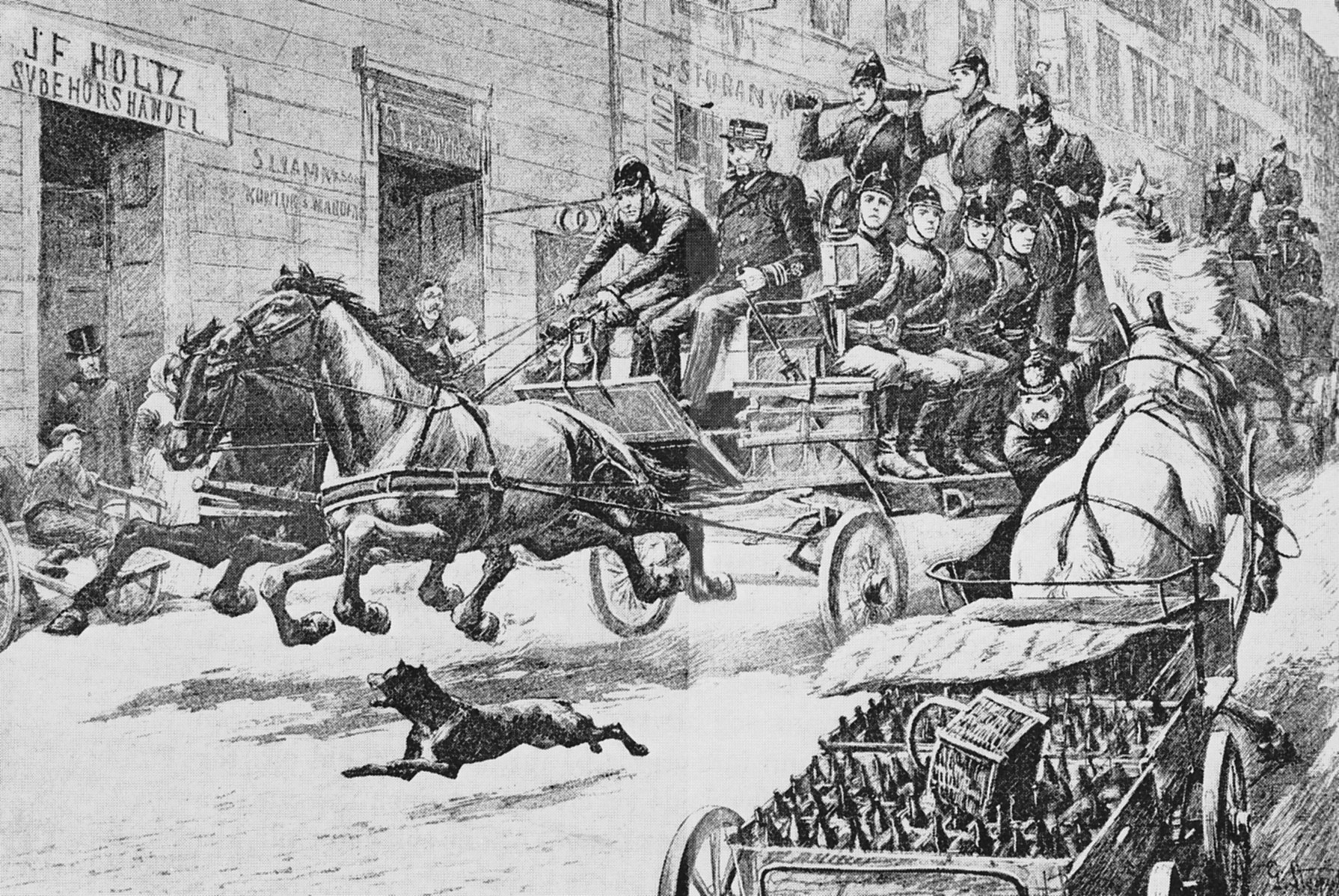
Stockholms brandförsvar rycker ut, 1880.
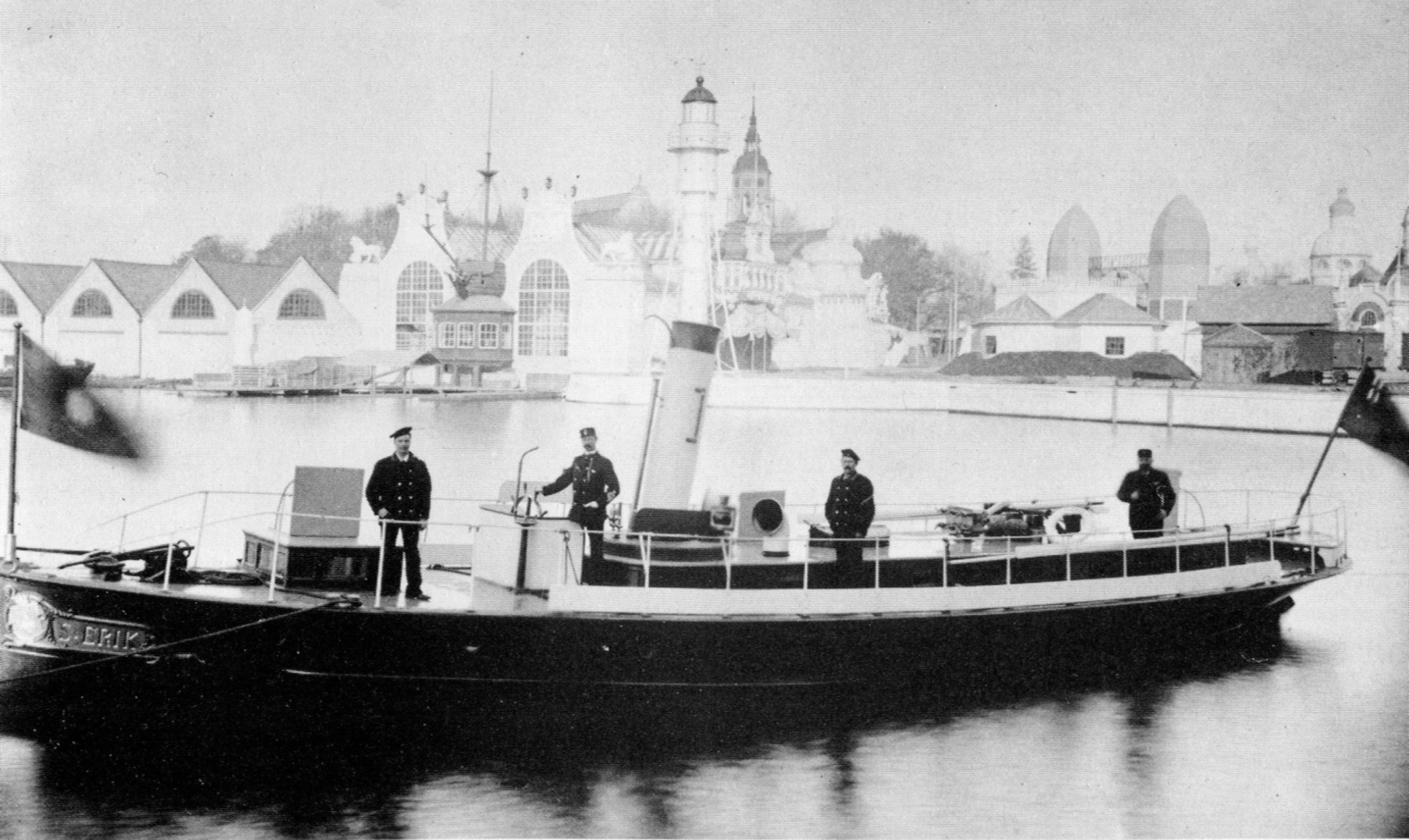
Sjöångsprutan S:t Erik 1897.
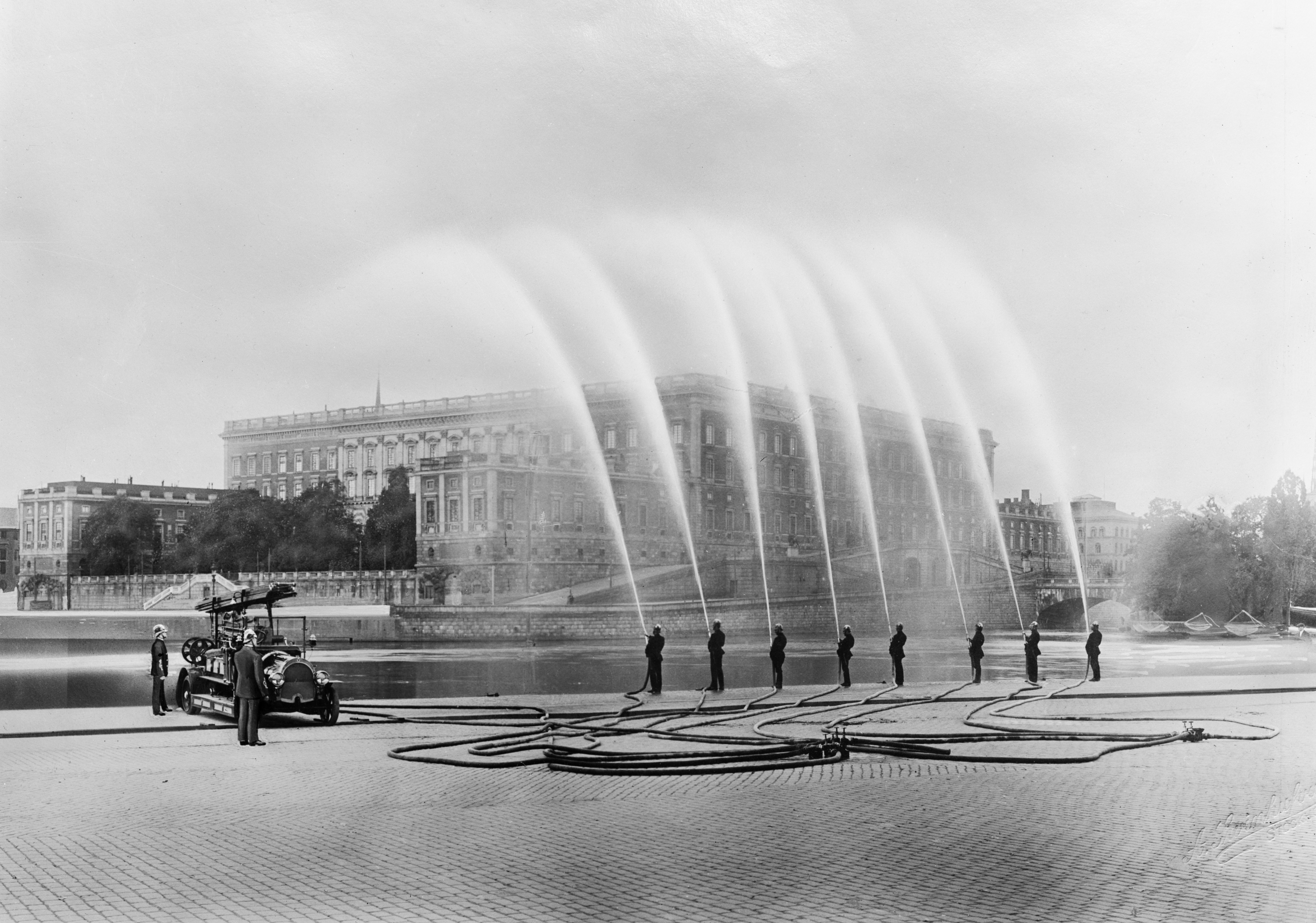
Brandkåren 1918 demonstrerar sin första motorspruta framför Stockholms slott.
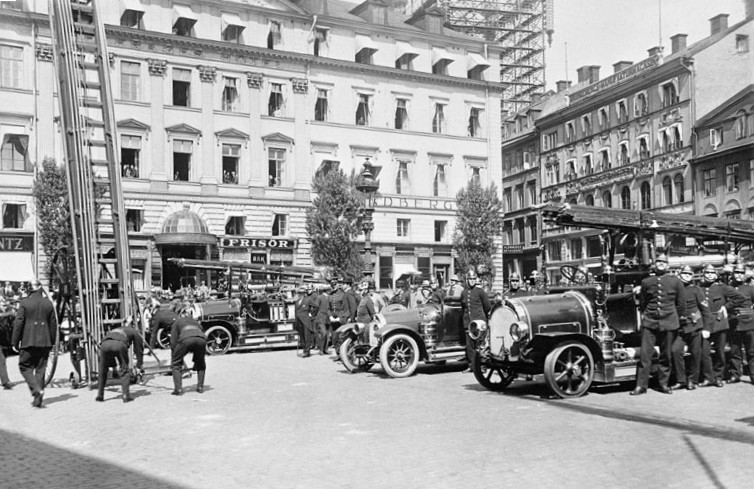
Brandskyddsmöte på Brunkebergstorg 1921.

## De första åren

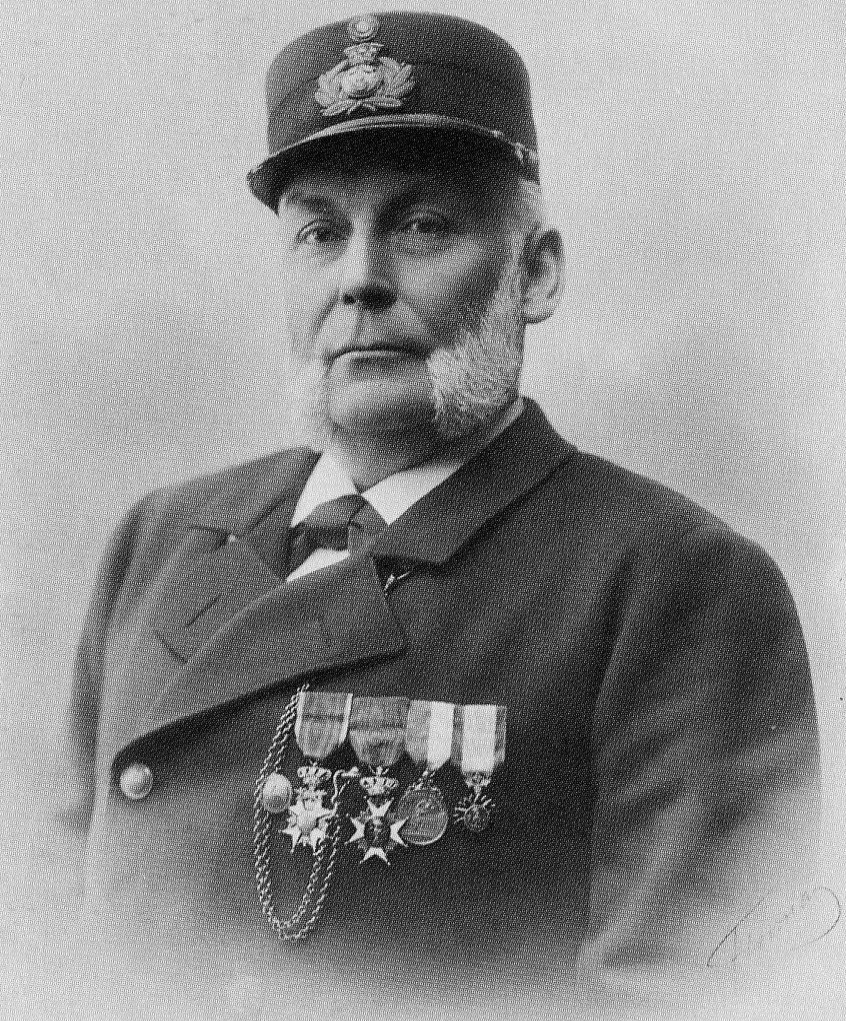
Bruno Hollstén.

Kommendörkaptenen Bruno Hollstén (född 1840  i Skellefteå) blev kårens förste chef. Han rekryterades från Flottan liksom de övriga befälen. Hollstén hade omkring 100 brandmän, brandunderbefäl samt brandbefäl under sig som tjänstgjorde på stadens sju nya brandstationer. Före sina insatser i samband med Stockholmsutställningen 1897 belönades han med Brandförsäkringskontorets stora guldmedalj. År 1900 gick han i pension och lämnade sin tjänst.
Den nya yrkeskåren fick snart visa vad den gick för genom att släcka två historiska bränder i Stockholm på hösten 1878, den ena var branden i Eldkvarn den andra var branden i Tyska kyrkan. Tyska kyrkans torn gick inte att rädda, men den nya brandkåren lyckades begränsa branden och en stor brandkatastrof i Gamla stan kunde undvikas.
År 1880 anskaffade man sjöångsprutan S:t Erik, som var vid sin tid världens modernaste flodspruta och tjänstgjorde fram till 1932. År 1890 fick man ytterligare ett släckningsfartyg som hette Phoenix. Stockholms brandförsvar fick sin första brandbil år 1912, en lättare manskaps- och övningsbil av märket Scania-Vabis och 1918 fick brandkåren sin första motorspruta, också den av märket Scania-Vabis.
En av de värsta bränder som Stockholms brandförsvar upplevde sedan det bildades 1875 var branden 1937 i Mjölkcentralen vid Torsgatan. I samband med de svåra släckningsarbetena omkom en brandman.

## Storstockholms brandförsvar efter 2012
Storstockholms brandförsvar sköter från den 1 januari 2009 räddningstjänsten åt tio kommuner i Stockholms län. Det är en lagstadgad verksamhet som sköts av kommunerna i landet. Tio kommuner har gått samman i ett så kallat räddningstjänstförbund; den 1 januari 2009 gick Stockholms brandförsvar och Södra Roslagens räddningstjänstförbund samman och bildade Storstockholms brandförsvar.
Brandförsvaret har för närvarande (2020) 15 heltidsbrandstationer, två deltidsbrandstationer och tio räddningsvärn. Cirka 800 personer är anställda inom brandförsvaret och cirka 120 personer är anslutna till räddningsvärnen. Ungefär 1,3 miljoner människor bor inom brandförsvarets område, vilket innebär att Storstockholms brandförsvar är Sveriges största sett till folkmängd. 

### Nutida bilder

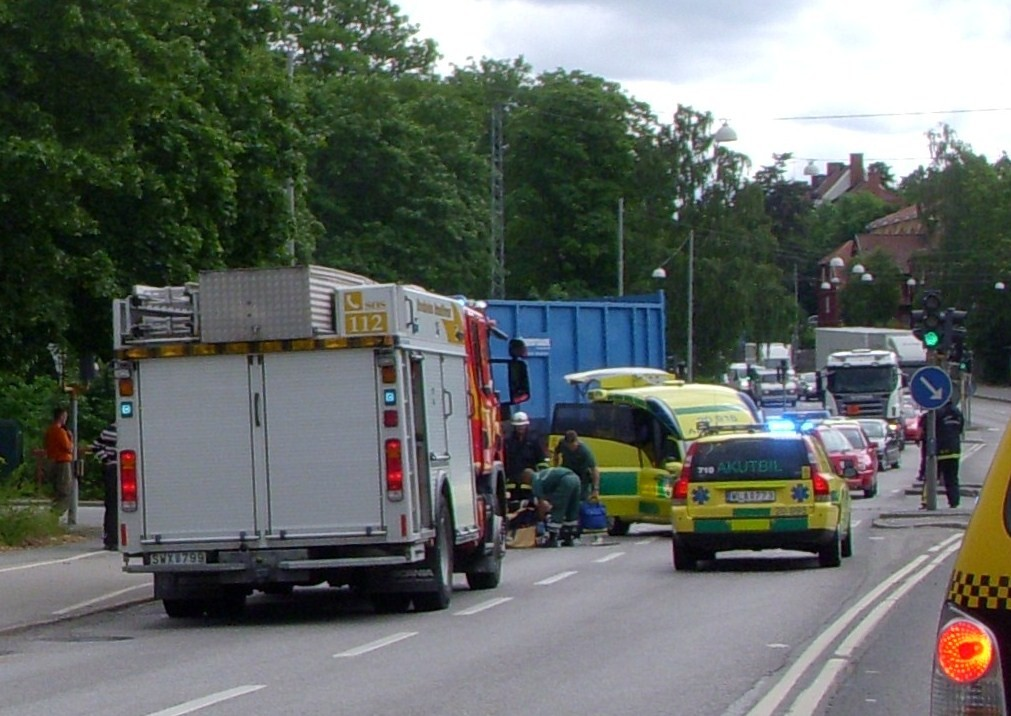
Storstockholms brandförsvar, ambulans och akutbil vid Ulvsundavägen
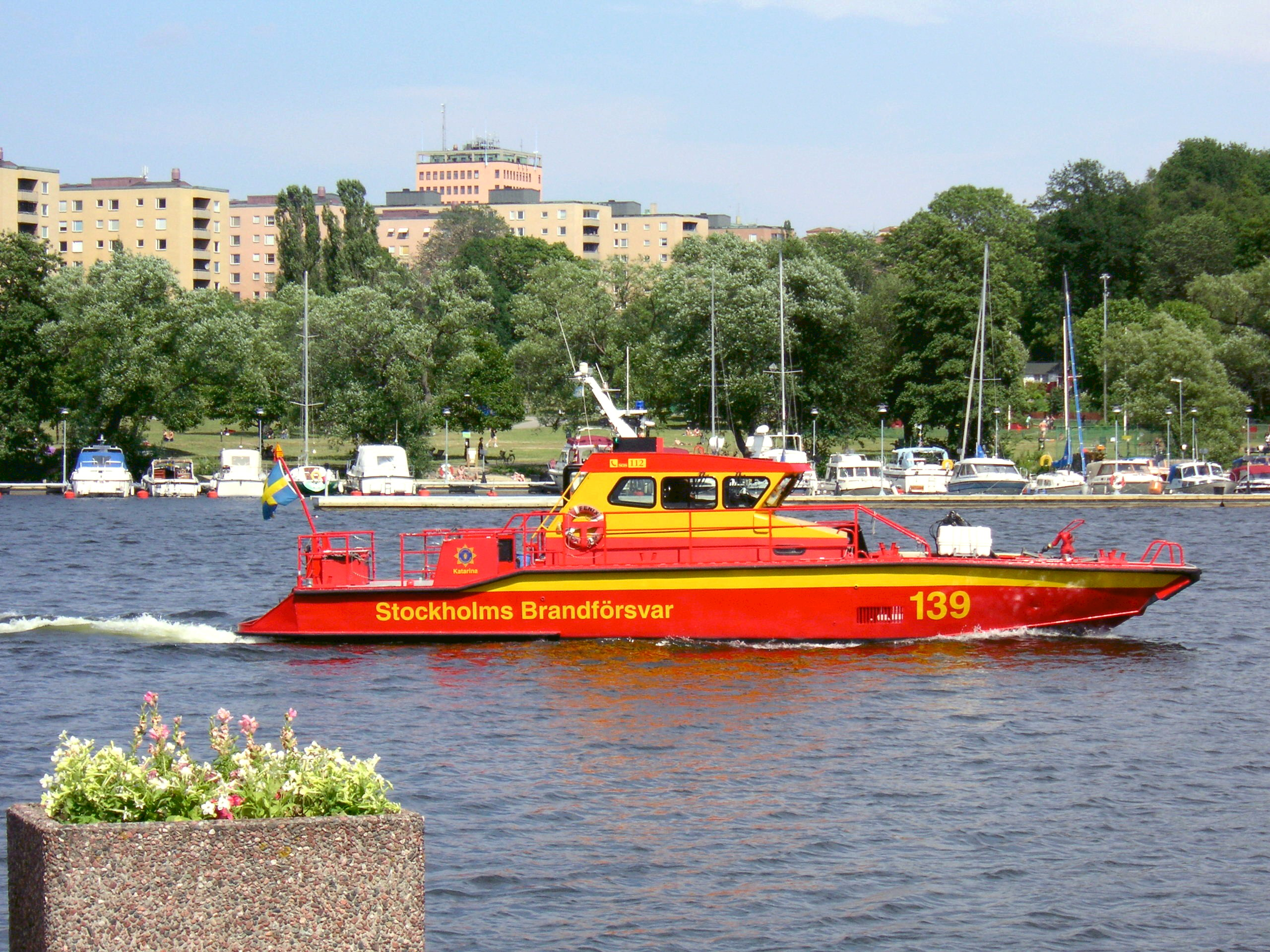
Storstockholms brandförsvars brandbåt 139 på Årstaviken
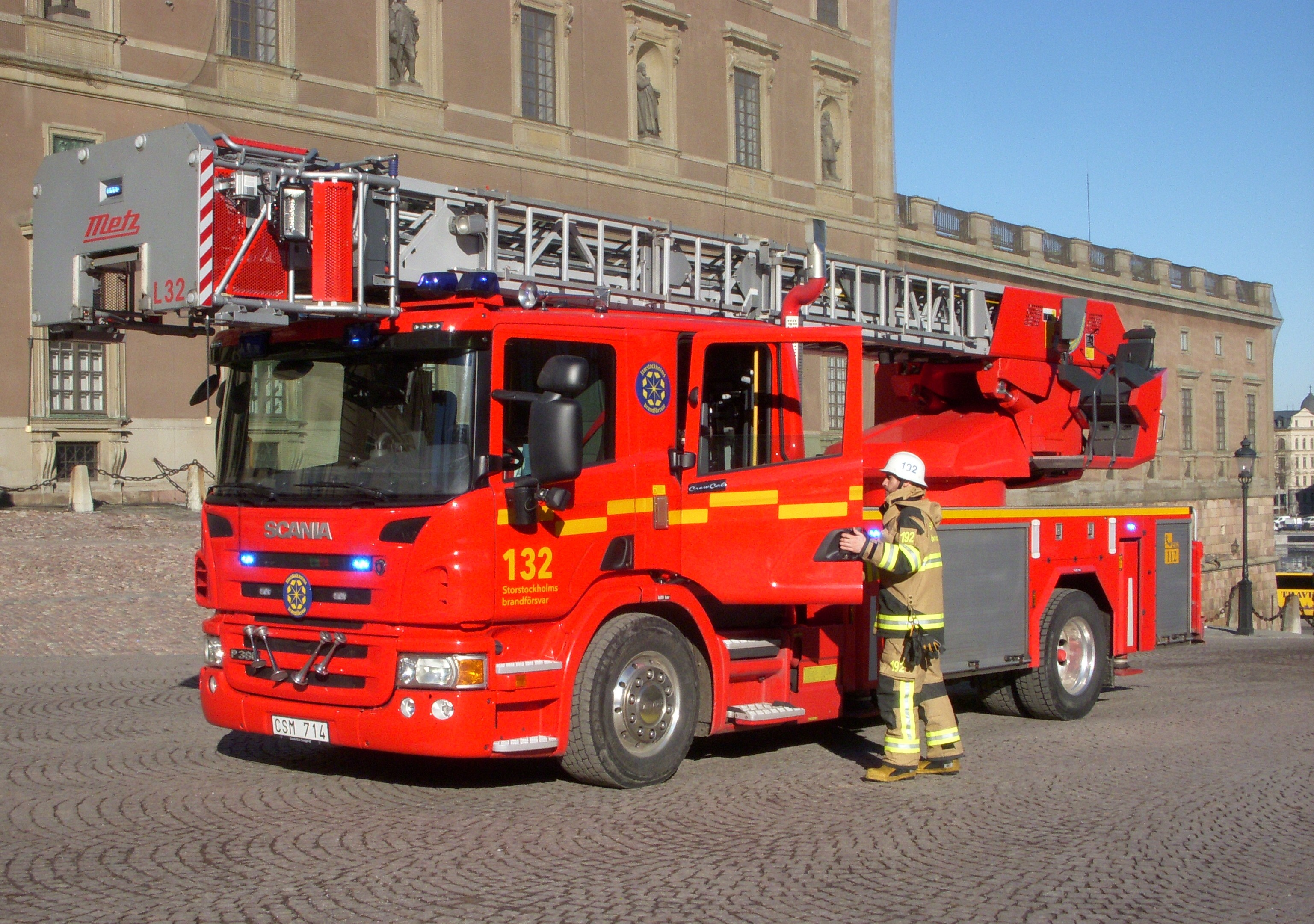
Insats på Slottsbacken med Stegbil 20 132.
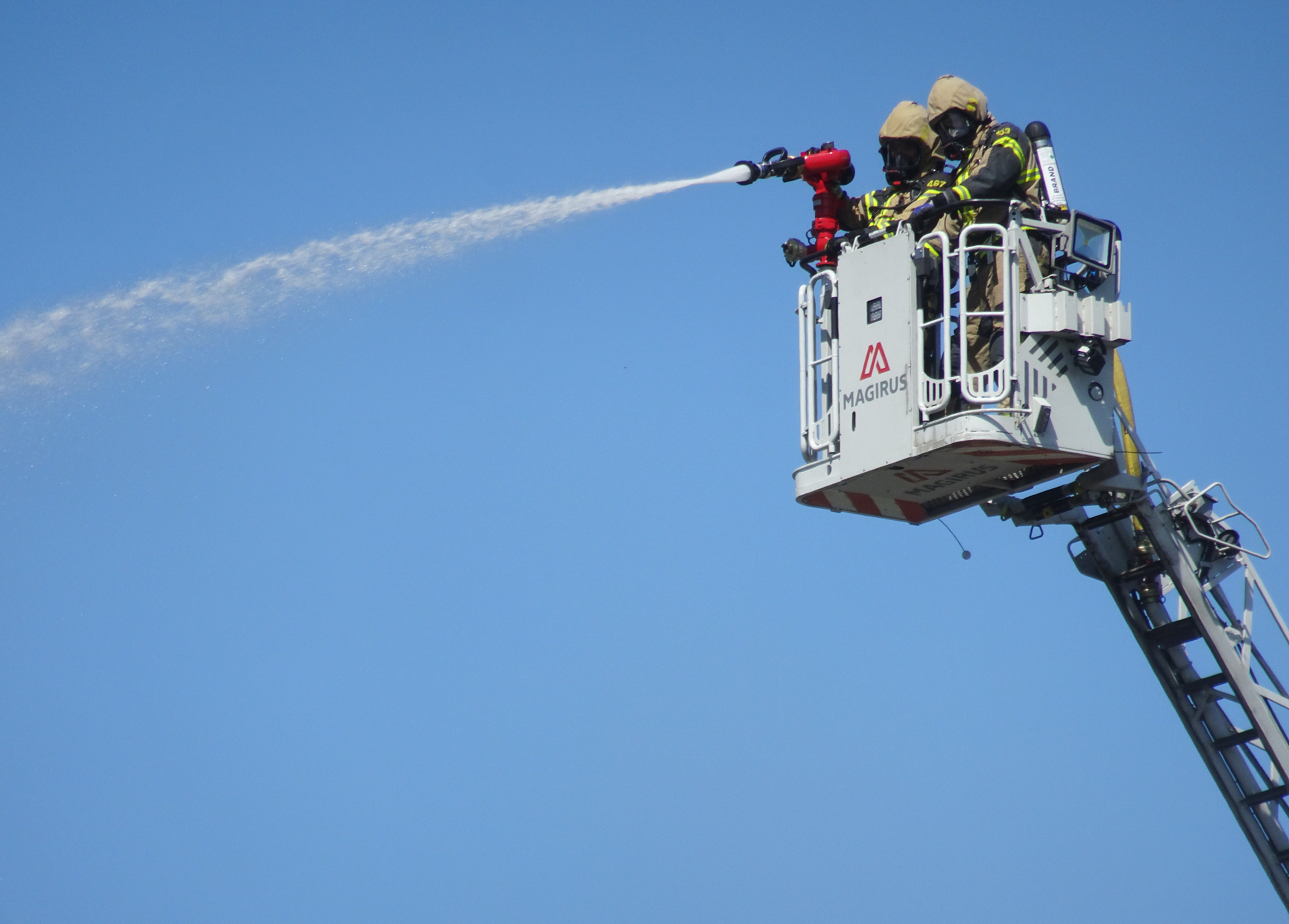
Storstockholms brandförsvar, släckning med vattenkanon.

## Brandförsvarets stationer 2020
Region Söder

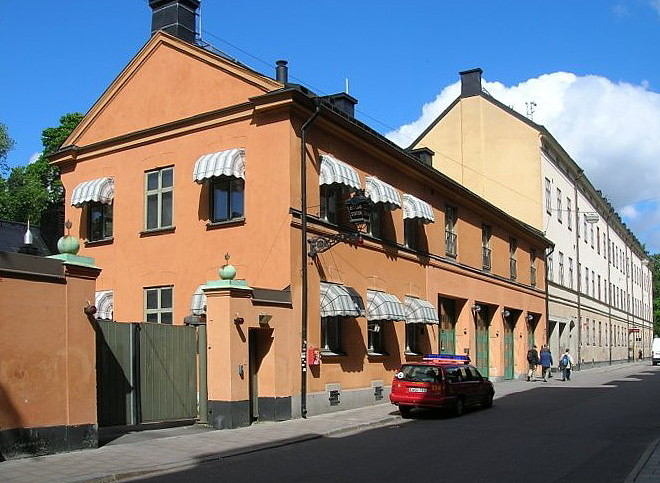
Katarina brandstation, invigd 1876, världens äldsta i bruk varande brandstation.

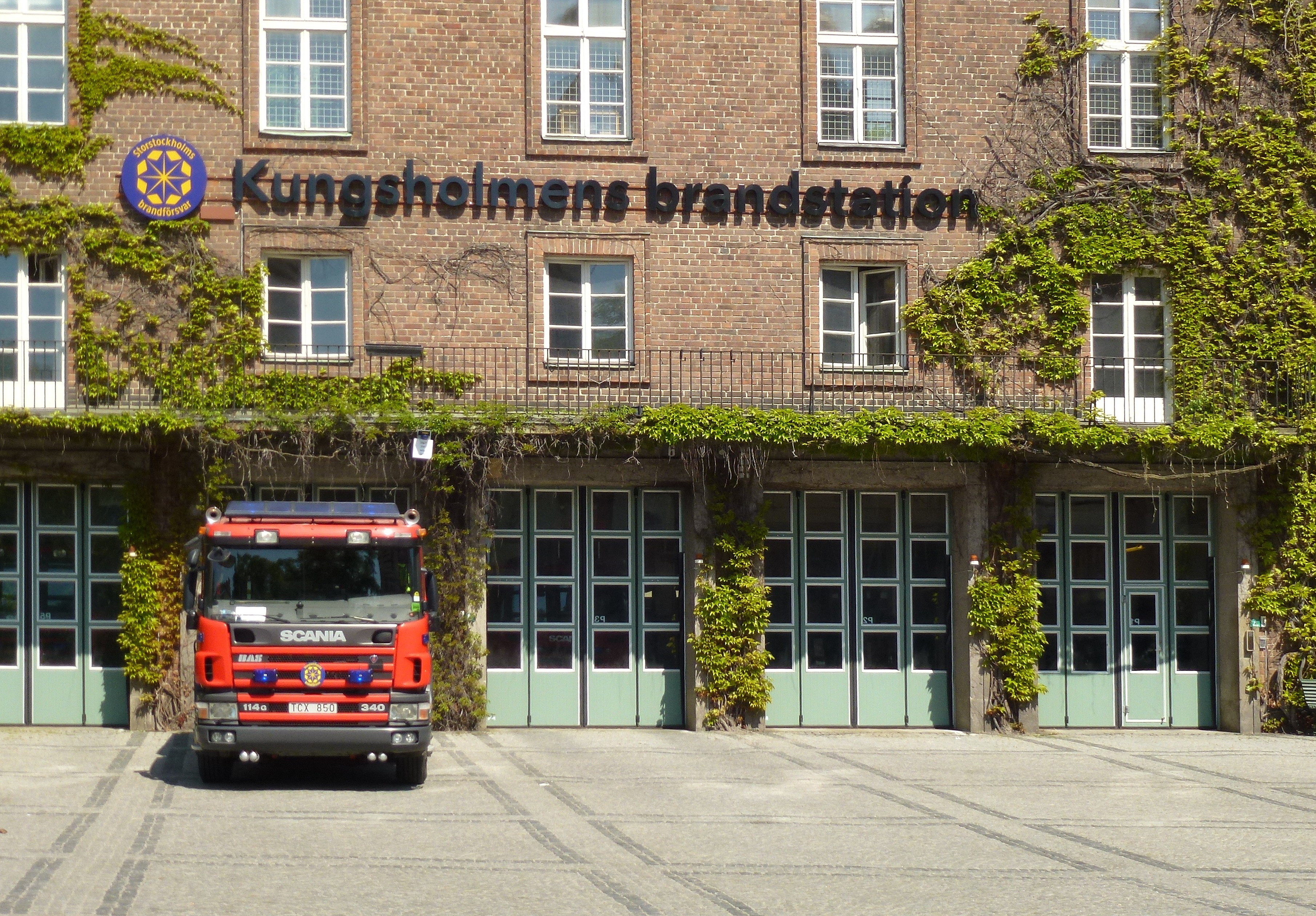
Kungsholmens brandstation, invigd 1931.

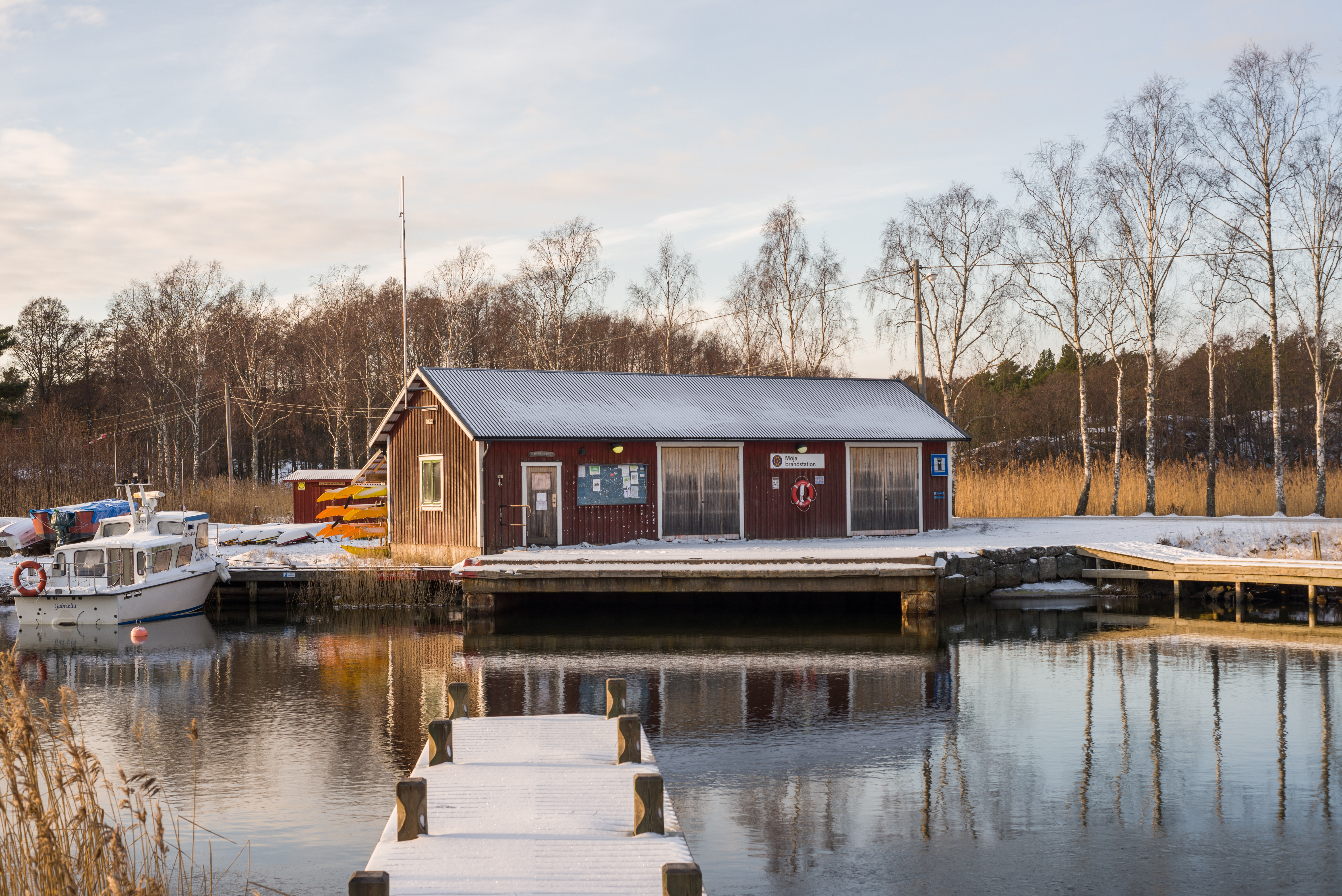
Möja räddningsvärn.

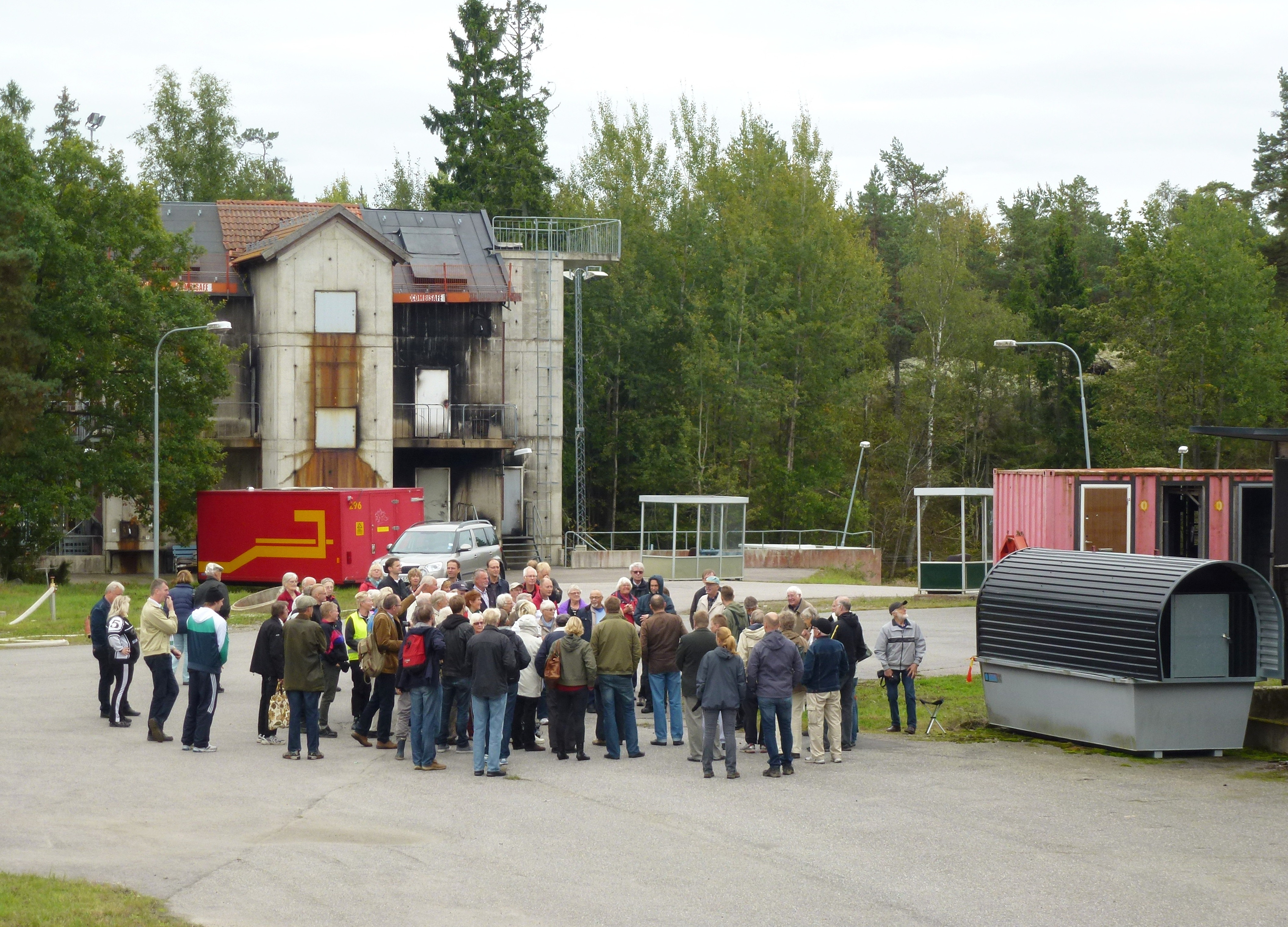
Brandförsvarets övningsområde.

- Brännkyrka brandstation har en RTR-enhet (Ras- och tung räddning).
- Djurö räddingsvärn
- Farsta brandstation har en MIRG-styrka och avancerad indikering (KEM-larm)
- Johannes brandstation (huvudkontor)
- Katarina brandstation har en MIRG-styrka.
- Lidingö brandstation har en svävare
- Möja räddningsvärn
- Norra Stavsudda räddningsvärn
- Rindö räddningsvärn
- Runmarö räddningsvärn
- Sandhamn räddningsvärn
- Svartsö räddningsvärn
- Vaxholm (heltid på vardagar dagtid, deltid övrig tid)
- Värmdö brandstation har en katastrofenhet med bårar och filtar.
- Östermalms brandstation är utbildade att bemanna SMC (släckmedelscentralen) för cisternbrandsläckning.

Region Norr
- Ingmarsö (räddningsvärn)
- Kista brandstation har en bil restvärdesräddning
- Kungsholmens brandstation har räddningsdykare
- Ljusterö (deltid)
- Solna brandstation
- Täby brandstation och Räddningscentral Mitt (RCM)
- Vallentuna brandstation tvättar slang
- Vällingby brandstation Takgrupp och sprängning av tak
- Åkersberga brandstation

Nedlagda
- Djurgårdens brandstation, var i drift mellan 1876 och 1927
- Maria brandstation, var i drift mellan 1902 och 1916
- Värtans brandstation, var i drift mellan 1905 och 1931
- Rådstugans brandstation, var i drift mellan 1876 och 1914
- Bromma brandstation, var i drift mellan 1919 och 1976
- Liljeholmens brandstation, var i drift mellan 1916 och 1944
- Hägerstens brandstation, var i drift mellan 1945 och 2010
- I Skärholmen fanns en provisorisk station mellan 1972 och 1980

## Brandförsvarets övningsområde
Storstockholms brandförsvar har två övningsområden. Ett vid gamla Ågestaverket i Huddinge kommun samt ett vid Okvista industriområde i Vallentuna. Här bedrivs även brandskyddsutbildning för företag, organisationer och myndigheter i teori och praktik. Kursdeltagaren lär sig att kunna förebygga brand samt på ett korrekt sätt kunna agera i en kritisk situation. I en praktisk del får kursdeltagarna prova handbrandsläckare, släcka brand i kläder och dessutom prova att släcka eller vistas i rökfylld miljö.

## Chefer för Storstockholms brandförsvar
- Peter Arnevall, förbundsdirektör 2020 -
- Svante Borg, förbundsdirektör september 2014 - februari 2020[9]
- Göran Gunnarsson, förbundsdirektör december 2012 - september 2014
- Jan Wisén, brandchef januari 2009 - februari 2012 (brandchef i Stockholm från 2007)[10]

## Andra brandförsvar i Stockholms län
- Brandkåren Attunda
- Södertörns brandförsvarsförbund
- Räddningstjänsten Norrtälje